# Індіан-Лейк (Пенсільванія)
Індіан-Лейк (англ. Indian Lake) — місто (англ. borough) в США, в окрузі Сомерсет штату Пенсільванія. Населення — 390 осіб (2020).

## Географія
Індіан-Лейк розташований за координатами 40°2′30″ пн. ш. 78°52′1″ зх. д. / 40.04167° пн. ш. 78.86694° зх. д. (40.041800, -78.866871).  За даними Бюро перепису населення США в 2010 році місто мало площу 11,27 км², з яких 9,23 км² — суходіл та 2,04 км² — водойми.

## Демографія
Згідно з переписом 2010 року, у селищі мешкали 394 особи в 201 домогосподарстві у складі 129 родин. Густота населення становила 35 осіб/км².  Було 599 помешкань (53/км²).
Расовий склад населення:
| - 98,2 % — білих - 0,8 % — чорних або афроамериканців - 0,3 % — азіатів |

До двох чи більше рас належало 0,8 %. Частка іспаномовних становила 1,0 % від усіх жителів.
За віковим діапазоном населення розподілялося таким чином: 10,2 % — особи молодші 18 років, 59,1 % — особи у віці 18—64 років, 30,7 % — особи у віці 65 років та старші. Медіана віку мешканця становила 56,5 року. На 100 осіб жіночої статі у селищі припадало 121,3 чоловіків;  на 100 жінок у віці від 18 років та старших — 121,2 чоловіків також старших 18 років.
Середній дохід на одне домашнє господарство  становив 89 621 долар США (медіана — 70 000), а середній дохід на одну сім'ю — 105 920 доларів (медіана — 80 469). За межею бідності перебувало 2,5 % осіб, у тому числі 0,0 % дітей у віці до 18 років та 2,5 % осіб у віці 65 років та старших.
Цивільне працевлаштоване населення становило 172 особи. Основні галузі зайнятості: освіта, охорона здоров'я та соціальна допомога — 27,3 %, публічна адміністрація — 15,1 %, виробництво — 14,5 %.